# Johnny English
Johnny English er en britisk komediefilm fra 2003 med Rowan Atkinson i hovedrollen. Filmen er en parodi på James Bond-filmene. Filmen bliver efterfulgt af Johnny English Reborn, som udkom i 2011.

## Eksterne Henvisninger
- Johnny English på Internet Movie Database (engelsk)
- Johnny English på Filmdatabasen
- Johnny English på Scope
- Johnny English i Svensk Filmdatabas (svensk)
- Johnny English på AlloCiné (fransk)
- Johnny English på MovieMeter (nederlandsk)
- Johnny English på AllMovie (engelsk)
- Johnny English hos American Film Institute (engelsk)
- Johnny English hos Behind The Voice Actors (engelsk)
- Johnny English hos British Film Institute (engelsk)